# Литров, Генрих

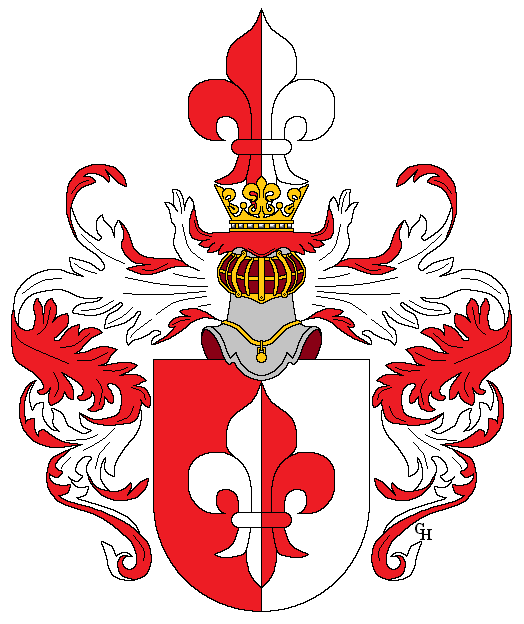
Герб Эдлер фон Литров

Генрих Эдлер фон Литров (Литтров) (нем. Heinrich von Littrow; 26 января 1820, Вена — 25 апреля 1895, Аббазия, Австро-Венгрия (ныне Опатия, Хорватия)) — австрийский картограф и прозаик. Офицер ВМФ Австро-Венгрии.

## Биография
Родился в семье астронома Йозефа Иоганна Литрова. Среди его двенадцати братьев Карл Людвиг Литров, выдающийся астроном. Окончил Военно-морскую академию в Фиуме (сейчас Риека). Служил на Имперско-королевском флоте. В 1840 году после окончания с отличием академии был отправлен в университетскую обсерваторию в Вене для дальнейшего обучения курса «высшей астрономии». Там он некоторое время учился у своего отца, а после его неожиданной смерти в 1841 году, у своего брата Карла Людвига.
В 1845 году был назначен преподавателем стилистики и помощником учителя математики и мореплавания в Военно-морской академии в Фиуме. Там подружился со своим коллегой, писателем Генрихом Штиглицем.
Во время революции 1848—1849 годов в Италии в качестве офицера участвовал в блокаде эскадрой Венеции. За проявленную доблесть после взятия Венеции был награждён Орденом боевых заслуг.
С 1850 года фон Литров проводил важные подготовительные работы по совершенствованию австрийского флота, работал над его реорганизацией. Занимался картографированием побережья Адриатического моря.
Пий IX наградил его Папским Рыцарским Орденом Святого Сильвестра.
В 1857 году был назначен капитаном фрегата и отправлен в Триест. Помимо своих официальных обязанностей, принимал участие в культурной жизни. Кроме регулярных выступлений с научно-популярными лекциями, сыграл важную роль в создании «Общества Шиллера» в Триесте.
После отставки, некоторое время служил в компании «Австрийский Ллойд». Осуществлял регулярные рейсы по Адриатическому морю, пока его не назначили руководителем морской академии в Триесте.
В 1887 году основал «Союз Яхт-клуб Quarnero» в Опатии, первый парусный клуб на побережье Адриатического моря.
Его дочь Леа фон Литров стала известной художницей.

## Избранные работы

### Научно-популярные публикации
- Aus dem Seeleben, 1892
- Die Marine, 1848
- Die Semmeringfahrt, 1883
- Deutsches Marine-Wörterbuch
- Handbuch der Seemannschaft. Verlag Gerold, Wien 1859.

### Художественная проза
- Seemöven. Gedichte 1857
- Von Wien nach Triest, 1863
- Der Kuss. Lustspiel
- Eine gute Lehre. Lustspiel
- Xanthippe. Lustspiel